# Escenas de matrimonio 2
Escenas de matrimonio 2 es una serie basada en Escenas de matrimonio, en la que se muestran las actitudes de tres matrimonios en el ámbito conyugal. Se emitió desde el 21 de diciembre de 2009 hasta que fuera retirada por su baja audiencia el 4 de febrero de 2010.

## Escenas de matrimonio 2
El día 21 de diciembre de 2009 se recuperó la serie tras la cancelación que sufrió en verano de 2009 por su desgaste de audiencia. La serie se emitió en el acess prime time en la cadena Telecinco con el nombre de Escenas de matrimonio 2. En esta nueva temporada vuelve la pareja más esperada, la formada por Pepa y Avelino (Marisa Porcel y Pepe Ruiz). También se incorporan a la serie Blas (Josep María Gimeno), el nuevo novio de Marina tras el abandono de Roberto (David Venancio Muro) y dos jóvenes treintañeras llamadas Esther (Carmen Alcayde) y Miriam (Susana Soleto) que son compañeras de piso.

### Fin de Escenas de matrimonio 2
Debido a las malas audiencias de Escenas De Matrimonio 2 (incluso con el regreso a la serie de Pepa (Marisa Porcel) y Avelino (Pepe Ruiz), Telecinco decidió retirar la serie temporalmente y emitir en su lugar Fresa Ácida, un programa producido por La Fábrica De La Tele y presentado por Carmen Alcayde, Mª Cinta Méndez y Adriana Abenia.

## Personajes de Escenas de matrimonio 2

### Personajes principales
- Pepa (Marisa Porcel)
- Avelino (Pepe Ruiz)
- Marina (Soledad Mallol)
- Blas (José María Gimeno)
- Esther (Carmen Alcayde)
- Miriam (Susana Soleto)

### Personajes secundarios
- Cayetana (Carmen Esteban)
- Don Adrián (Jesús Alcalde)
- Mamá de Esther (Paula Martel)
- Padre de Esther (Carlos Olalla)
- Jonathan García
- Adrián Castiñeiras

## Parejas de Escenas de matrimonio 2
- Pepa y Avelino

Se enamoraron de adolescentes y se casaron, llevan casados más de cuarenta años. Él es director de un banco que lleva soñando con la jubilación toda la vida y ella es una ama de casa que está deseando quitarse de encima a Avelino. Los dos están todo el día discutiendo y echándose en cara los defectos de cada uno. Aunque están todo el día discutiendo, la verdad es que se quieren aunque nunca se lo demuestran uno al otro. Otro elemento que dificulta aún más su compleja convivencia es el sofisticado sistema de domótica con el que está equipada su vivienda. 
- Marina y Blas

Roberto, el marido de Marina con el que ha compartido tantos años de convivencia, la ha abandonado repentinamente. Sin embargo, Marina, no se resignó a vivir en soledad, por lo que abrió las puertas de su casa y de su corazón a un nuevo amor al que conoció a través de una agencia de citas: Blas.
Blas es empleado en una agencia de viajes y tiene un hijo, mientras que Marina trabaja en una oficina y además es ama de casa. Marina tiene obsesión por el dinero y la imagen personal, cuando Blas solamente tiene una preocupación: la tensa y conflictiva relación que mantiene con su exmujer Angelines, con la que Marina intentará llevarse bien hasta convertirse en su mejor amiga. Con todo esto, el día a día se hace muy difícil, pero cada uno trata de llamar la atención del otro a su manera.
- Esther y Miriam

Esther y Miriam son dos jóvenes treintañeras que viven en el loft del edificio con unas vidas muy peculiares; Esther, la antropóloga, es una mujer volcada en su trabajo, sensata, responsable y racional, que ha roto con su novio tras descubrirlo en los brazos de otra mujer. Miriam, la psicóloga, es muy distinta. La búsqueda del placer y la diversión permanente constituye el principal motor de su vida, una mujer independiente y radical que estudió psicología con un único fin: trabajar en una profesión bien remunerada que le permita mantener su independencia y libertad. El loft en el que viven se convertirá en el escenario de los enfrentamientos y discrepancias de estas dos chicas.

## Audiencias
- Anexo: Episodios y audiencias de Escenas de matrimonio

- 1.ª Temporada (2009-2010): ≈ 2.000.000 espectadores y un 10,6% de share.